# Косареве
Ко́сареве — село в Україні, у Млинівській селищній громаді Дубенського району Рівненської області. Населення становить 130 осіб. Село до 2016 року було підпорядковане Владиславівській сільській раді. 

## Назва
Є два споріднені варіанти походження назви села.
Перший: за народними переказами, поселення належало поміщицькому головному косареві Яцені. Косар — Косарево.
Друга легенда свідчить, що на даній місцевості колись ріс густий ліс, і лише там, де зараз центр села, розташувалася велика галявина з дикоростучою травою. Щоб скосити галявину за один день, відразу в загінку ставало сім косарів. Косар — Косарево.

## Географія
Розташоване за 6 км від села Владиславівка, 39 км від обласного центру, 31 км від районного центру та 16 км від центру громади. Відстань до найближчої залізничної станції Цумань — 32 км. Селом протікає річка Козин.

## Населення
Наприкінці XIX століття в селі було 25 домогосподарств, а населення становило 364 осіб. За даними всеукраїнського перепису населення 2001 року у селі мешкало 130 осіб.

### Мова
Розподіл населення за рідною мовою за даними перепису 2001 року був наступним:
| українська | 130 | 100,00 |

## Історія
До 1570 року село перебувало у власності Миколая Сапіги. 1583 року село належало князям Острозьким. У XIX столітті знову перейшло Сапігам.
За даними «Історико–статистичного опису церков і приходів Волинської єпархії» Косарево належало на кінець XIX століття до Млинівської волості Дубенського повіту.
Перша задокументована згадка про Косарево 15 лютого 1571 року в духовному заповіті Івана Стефановича, ігумена Дерманського монастиря.
При церкві Косарева була заведена метрика, у якій перший запис зроблений друкованим рукописом священиком ієреєм Григорієм Шолухою (з 1748 по 1769 роки). Від 1755 року уніат Лаврентій Бродович робив записи польською мовою. Унія в косаревській парафії була скасована у 1793 році.
24 червня 1883 року в селі (на місці старої Покровської церкви початку XVII століття) розпочато будівництво церкви в ім'я Пресвятої Богородиці. Роботи тривали три роки і в 1886 році церкву посвятили. Вона була дерев'яна, покрита бляхою. При церкві була дзвіниця на чотирьох стовпах. 1884 року в Косарево розпочато будівництво церковно-приходської школи.
В селі була невелика річка та ставок. Поблизу населеного пункту зростав обширний дубовий будівельний ліс, який, як і село, належав графу Ходкевичу. Біля села розташувався парова лісопильня (тартак), а в самому Косарево — водяний млин. Дворів — 136, парафіян — 1113 осіб, з них: католиків — 75, протестантів-колоністів — 100, юдеїв — 108.
7 (20) листопада 1917 року, відповідно до Третього Універсалу Української Центральної Ради, увійшло до складу Української Народної Республіки.
Найдовше правили у церкві священики Арсентій Камінський (1868—1914 роки) та Потапович (1918—1943 роки). Останнього чекала трагічна доля: за те, що в будинку священика було знайдено списки бандерівців, окупанти у 1943 році розстріляли священика у м. Дубно.
У церкві із XIX століття зберігся позолочений іконостас з оригінальною різьбою по дереву. У 1987—1988 роках за місцевого священика о. Тарасія Лазуци зроблено обнову іконостасу. У храмі є також декілька старовинних ікон, одна з яких — ікона Божої Матері, що розміщена над Царськими вратами.
У 1928 році в Косарево було створено культурно–освітнє товариство «Світло», до якого входили 22 жителі села. До тимчасового управління вибрано Володимира Свідерського, Антона Повара і Костю Козака (газета «Народний вісник», 15 вересня 1928 року).
У 1950 році у селі утворений колгосп імені Дзержинського. Після його приєднання до колгоспу імені Жданова, Косарево стало бригадним селом.
Інфраструктура в селі відсутня. Храмовий празник — 14 жовтня (Покрова).
12 червня 2020 року, відповідно до розпорядження Кабінету Міністрів України № 722-р від «Про визначення адміністративних центрів та затвердження територій територіальних громад Рівненської області», увійшло до складу Млинівської селищної громади.
19 липня 2020 року, в результаті адміністративно-територіальної реформи та ліквідації Млинівського району, село увійшло до складу Дубенського району.